# Liste der Amtsträger des Ordens vom Goldenen Vlies
Dies ist eine chronologische Liste der Amtsträger des Ordens vom Goldenen Vlies (Kanzler, Schatzmeister, Schreiber und Waffenkönige) bis zur Teilung des Ordens in den österreichischen und spanischen Zweig.

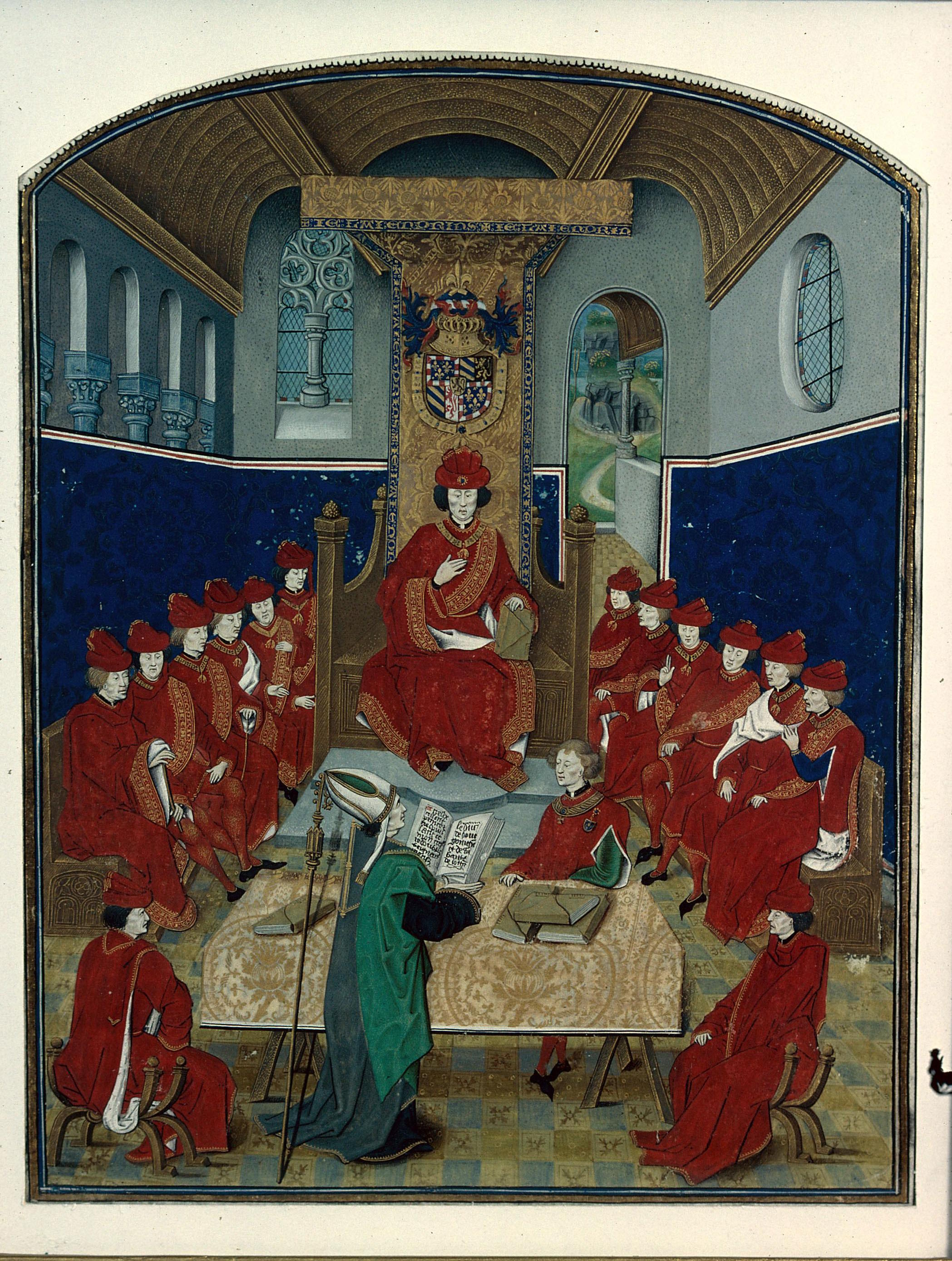
Die Amtsträger während einer Ordenssitzung (Histoire de la Toison d'or von Guillaume Filastre - BM Dijon Ms2948)

## Funktionen
Wenn ein Amtsträger starb, hatte das Ordenskapitel die Pflicht, seinen Nachfolger zu wählen, der dieses Amt auf Lebenszeit innehatte. Jeder hatte eine Stimme, außer dem Herrscher, der zwei Stimmen hatte. Die Gewählten mussten einen Eid ablegen, bevor sie ihr Amt antraten. Normalerweise trafen die Amtsträger bereits einige Tage vorher im Kapitel ein, um das Zeremoniell vorzubereiten.

## Kanzler
Der Kanzler (Chancelier) verwahrt das Siegel des Ordens und bereitet die Tagesordnung der Kapitel vor. Er hält die Trauerrede für verstorbene Ritter und am Ende jedes Kapitels eine Festpredigt, in der er den Adel des Ordens preist. Er leitet auch die Untersuchung von straffällig gewordenen Rittern und schlägt das eventuell zu verhängende Strafmaß vor.
|     | Amtszeit                         | Name                                |
| --- | -------------------------------- | ----------------------------------- |
| 1.  | 1429 (a. St.)/1430 (n. St.)-1461 | Jean Germain                        |
| 2.  | 1461–1473                        | Guillaume Fillâtre                  |
| 3.  | 1473–1480                        | Ferry de Clugny                     |
| 4.  | 1480–1492                        | Jean de Lannoy                      |
| 5.  | 1493–1502                        | Henri de Bergues                    |
| 6.  | 1504–1529                        | Philibert Naturel                   |
| 7.  | 1531–1532                        | Jean Lescot                         |
| 8.  | 1531–1562                        | Philippe Negri                      |
| 9.  | 1563–1577                        | Viglius d'Aytta                     |
| 10. | 1581–1585                        | Jan Fonck                           |
| 11. | 1587–1595                        | Jean-Charles Schetz de Grobbendonck |
| 12. | 1599–1621                        | Antoine del Valle                   |
| 13. | 1621–1622                        | Robert de Schildere                 |
| 14. | 1623–1635                        | Jean-Louis de Laloo                 |
| 15. | 1649–1651                        | Jules Chifflet                      |
| 16. | 1651–1671                        | Martin Prats                        |
| 17. | 1699–1720                        | Léonard d’Elzius                    |

## Schatzmeister
Der Schatzmeister (Trésorier) war dafür verantwortlich, die goldenen Halsketten zu verwahren und ihren Zustand zu überwachen. Außer bei Verlust durch Krieg und Ehre waren die Ritter verpflichtet, ihre eigene Halskette bei Verlust zu ersetzen, da sie Eigentum des Ordens blieb.
|     | Amtszeit  | Name                                  |
| --- | --------- | ------------------------------------- |
| 1.  | 1430–1447 | Guy Guilbaut                          |
| 2.  | 1447–1472 | Pieter Bladelin genannt Leestmakere   |
| 3.  | 1472–1477 | Guillaume de Clugny                   |
| 4.  | 1477–1484 | Jean de Gros                          |
| 5.  | 1484–1485 | Nicolas de Gondeval                   |
| 6.  | 1486–1520 | Louis Quarré                          |
| 7.  | 1520–1528 | Philippe Hanneton                     |
| 8.  | 1528-…    | Philippe Numan                        |
| 9.  | …-1539    | Jean Micault                          |
| 10. | 1539–1548 | Henri Sterck                          |
| 11. | 1548–1555 | Gérard de Veltwyck                    |
| 12. | 1555–1561 | Pierre Boisot                         |
| 13. | 1562–1572 | Charles de Tisnacq                    |
| 14. | 1581–1607 | Christophe d’Assonleville             |
| 15. | 1611–1620 | Louis Verreycken                      |
| 16. | 1620–1633 | Louis-François Verreycken             |
| 17. | 1633–1649 | Henri Schotti                         |
| 18. | 1649-     | Jacques Bruneau Vicomte de la Wastine |

## Schreiber
Der Schreiber (Greffier) hatte die Aufgabe, drei Bücher aus Pergament anzufertigen: eines mit den Ursachen, Statuten und Verordnungen des Ordens, eines, in dem alle lobenswerten und ehrenhaften Taten verzeichnet sind, und eines, in dem die Protokolle der Kapitel verzeichnet sind und die „Korrekturen“ erwähnt werden. Er musste Latein, Französisch und Thiois beherrschen.
|     | Amtszeit      | Name                            |
| --- | ------------- | ------------------------------- |
| 1.  | 1430–1461     | Jean Hibert                     |
| 2.  | 1461–1490     | Martin van Steenberghe          |
| 3.  | 1491–1493     | Charles Soillot                 |
| 4.  | 1493-1493     | Christophe Mertens              |
| 5.  | 1496-1496     | Louis le Brun                   |
| 6.  | 1496–1542     | Laurent de Blioul               |
| 7.  | 1542–1561     | Nicolas Nicolaï genannt Grudius |
| 8.  | 1561–1572     | Josse de Courtewille            |
| 9.  | 1581–1603     | François le Vasseur             |
| 10. | (1599) 1613-… | Antoine Bolle de Pintaflour     |
| 11. | 1623–1641     | Mathieu Rosmarin                |
| 12. | 1641-…        | Balthazar Molinet               |
| 13. | …-1679        | Julien-Balthazar Molinet        |
| 14. | 1679–1732     | Nicolas-Balthazar Molinet       |

## Wappenkönig, genannt Toison d'or
Der Wappenkönig (Roi d’Armes), der den Amtsnamen „Toison d‘Or“ trägt, ist für die Organisation der Zeremonien, die Botendienste und die Botschaften für den Orden zuständig. Außerdem erhält er den Vorrang vor den anderen Waffenoffizieren der Herzöge von Burgund und ihrer Nachfolger.
|     | Amtszeit  | Name                       |
| --- | --------- | -------------------------- |
| 1.  | 1430–1468 | Jean le Fèvre              |
| 2.  | 1468–1492 | Gilles Gobet               |
| 3.  | 1492–1539 | Thomas Ysaac               |
| 4.  | 1540–1549 | François de Bourgogne      |
| 5.  | 1549–1561 | Antoine de Beaulaincourt   |
| 6.  | 1561-…    | Nicolas de Hammes          |
| 7.  | 1581–1587 | Claude Marion              |
| 8.  | 1587-…    | François Damant            |
| 9.  | 1611–1635 | Jean Hervart               |
| 10. | 1635–1663 | Joseph-Antoine Hervart     |
| 11. | 1663–1680 | Jean Hervart               |
| 12. | 1680–…    | Sebastian Muñoz de Hervart |
| 13. | 1683–…    | Francisco Muñoz de Hervart |
| 14. | …–1734    | Jean van Ysendyck          |